# Wishaw (Warwickshire)
Wishaw – wieś i civil parish w Anglii, w hrabstwie Warwickshire, w dystrykcie North Warwickshire. Leży 32 km na północ od miasta Warwick i 160 km na północny zachód od Londynu. W 2011 roku civil parish liczyła 125 mieszkańców. Wishaw jest wspomniana w Domesday Book (1086) jako Witscaga.